# Piksodar
Piksodar (grč. Πιξώδαρoς; Pixodarus) je bio satrap Karije od 340. do 334. pr. Kr., te posljednji vladar iz dinastije Hekatomnida u službi Perzijskog Carstva.

## Pozadina
Piksodar je bio najmlađi sin Hekatomna, koji je 391. pr. Kr. postao satrapom Karije. Njega je naslijedio najstariji sin Mauzol, zatim njegova sestra i žena Artemizija II., pa Idriej. Kada je potonji umro 344. pr. Kr., nasljednikom je imenovao svoju ženu (i sestru) Adu. Unatoč tome što je perzijski vladar Artakserkso III. priznao legitimitet njene vlasti, najmlađi brat Piksodar nije se slagao s takvim razvojem događaja jer je imao pretenzije na karijsko prijestolje. Nakon četiri godine svađa, Piksodar proganja Adu te postaje satrapom. Pretpostavlja se kako je tom prevratu kumovala vanjska pomoć, najvjerojatnije od strane Mentora s Rodosa, grčkog plaćenika i zapovjednika perzijske vojske u Maloj Aziji.

## Politički život
Piksodar nije bio početnik na političkoj sceni; atenski pjesnik Epigen spominje kako je satrap Hekatomno poslao svog mladog sina kao veleposlanika u Atenu, što se očito dogodilo prije Hekatomnove smrti 377. pr. Kr. Ipak, iz razdoblja sljedećih 37 godina ne postoje nikakvi zapisi koji spominju Piksodara. Unatoč tome što je zavladao Karijom, njegova prethodnica Ada imala je podršku od stanovnika karijske periferije, dok je sama boravila u utvrdi Alindi. Ova složena politička situacija stvorila je probleme prilikom invazije makedonskog generala Parmeniona, budući kako Piksodar unatoč pozivima nije bio u stanju napustiti Kariju odnosno poslati lokalnu vojsku u pomoć ostaloj perzijskoj satrapskoj vojsci.
Piksodar je ranije pokušao stupiti u prijateljske odnose s Makedonijom. Godine 337. pr. Kr. ponudio je ruku svoje kćeri makedonskom princu Arideju, a tadašnji kralj Filip II. podržao je tu ideju. Ipak, Filipov sin i prijestolonasljednik Aleksandar poslao je privatnu delegaciju u Halikarnas te zatražio ruku karijske princeze. Filip je bio bijesan zbog njegovog postupka pa je kaznio sina, a time je okončana makedonsko-karijska suradnja.
U jesen 336. pr. Kr. Aleksadar je naslijedio Filipa na mjestu makedonskog kralja, te je zajedno s Parmenionom krenuo u pohod protiv Perzijskog Carstva u Maloj Aziji. Makedonci su porazili lokalnu perzijsku vojsku u bitci kod Granika, te su nastavili napredovati na jug gdje su zauzeti gradovi Sard i Milet. Otprilike u isto vrijeme Piksodar umire.

## Ostavština
Nakon Piksodarove smrti 334. pr. Kr., na mjesto satrapa Karije dolazi njegov zet Orontobat, koji se očito oženio karijskom princezom koja čiju su ruku željeli Aridej, odnosno Aleksandar. Vjenčali su se najvjerojatnije prije Piksodarove smrti, jer da je Piksodar umro bez zeta, Darije III. je jednostavno mogao riješiti satrapski problem priznavajući legitimitet Adi, no činjenica kako nije govori da je Orontobat već postao članom te karijske dinastije. Kada je Aleksandar Makedonski stigao u Kariju, sklopio je savez s Adom, opsjeo je Halikarnas i Adu ponovo imenovao na mjestu satrapa, dok Orontobatova sudbina nije poznata.

## Poveznice
- Ada
- Orontobat

| Prethodnik:               | Satrap Karije (340. - 334. pr. Kr.) | Nasljednik:              |
| Ada (344. - 340. pr. Kr.) | Satrap Karije (340. - 334. pr. Kr.) | Orontobat (334. pr. Kr.) |

## Vanjske poveznice
- Piksodar (Livius.org, Jona Lendering)  Arhivirana inačica izvorne stranice od 25. studenoga 2009. (Wayback Machine)
- Piksodar (Pixodarus), AncientLibrary.com  Arhivirana inačica izvorne stranice od 26. listopada 2005. (Wayback Machine)
- Piksodar (enciklopedija Britannica)